# Agrochola consueta
Agrochola consueta är en fjärilsart som beskrevs av Herrich-Schäffer 1845. Agrochola consueta ingår i släktet Agrochola och familjen nattflyn. Inga underarter finns listade i Catalogue of Life.